# He Wasn’t
He Wasn’t ist ein Lied der kanadischen Sängerin Avril Lavigne, das im März–April 2005 in Europa und Australien als vierte und letzte Single aus ihrem zweiten Album Under My Skin (2004) veröffentlicht wurde.
Das Lied entstand mit Hilfe von Chantal Kreviazuk.

## Text
Das Lied handelt von der Erkenntnis, dass dein Freund (boyfriend) nicht der ist, den du brauchst. „Er war nicht das, was ich wollte“, singt Avril. Sie muss sich nicht länger mit ihm abfinden.

## Kommerzieller Erfolg
Das Lied erreichte Platz 23 in Großbritannien.